# Syngnathus taenionotus
Syngnathus taenionotus es una especie de pez de la familia Syngnathidae en el orden de los Syngnathiformes.

## Morfología
Los machos pueden alcanzar 19 cm de longitud total.

## Reproducción
Es ovovivíparo y el macho transporta los huevos en una bolsa ventral, la cual se encuentra debajo de la cola.

## Hábitat
Es un pez demersal de clima templado.

## Distribución geográfica
Se encuentra al noroeste del Mar Adriático.